# Giovanni Robusti
Giovanni Robusti (ur. 27 grudnia 1951 w Piadenie) – włoski polityk, przedsiębiorca, od 2008 do 2009 poseł do Parlamentu Europejskiego.

## Życiorys
W 1972 ukończył kształcenie w zakresie rolnictwa. Pracował jako specjalista ds. nawozów i nasiennictwa. W 1988 został dyrektorem firmy nasiennej. W 1990 podjął rozpoczął prowadzenie własnego przedsiębiorstwa rolnego, specjalizującego się w produkcji mleka.
Zaangażował się w działalność Ligi Lombardzkiej, regionalnego odłamu Ligi Północnej. W latach 1994–1996 zasiadał we włoskim Senacie XII kadencji.
W maju 2008 objął mandat posła do Parlamentu Europejskiego VI kadencji. Należał do Grupy Unii na rzecz Europy Narodów, pracował m.in. w Komisji Rozwoju Regionalnego. W PE zasiadał do lipca 2009.